# Großsteingrab Myregård 2
Das Großsteingrab Myregård 2 war eine megalithische Grabanlage der jungsteinzeitlichen Nordgruppe der Trichterbecherkultur im Kirchspiel Helsinge in der dänischen Kommune Gribskov. Es wurde im 19. Jahrhundert zerstört.

## Lage
Das Grab lag südöstlich von Kæderup. Über seinen Standort verläuft heute der Hillerødvej. In der näheren Umgebung gibt bzw. gab es mehrere weitere megalithische Grabanlagen. Etwa 170 m nordwestlich liegt das noch erhaltene Großsteingrab Myregård 1. Etwa 200 m östlich lag das zerstörte Großsteingrab Myregård 3.

## Forschungsgeschichte
Mitarbeiter des Dänischen Nationalmuseums führten im Jahr 1886 eine Dokumentation der Fundstelle durch. Zu dieser Zeit waren keine baulichen Überreste der Anlage mehr erhalten. 1993 fand im Zuge des Straßenbaus eine baubegleitende Grabung am Standort des Grabes statt. Dabei konnte bestätigt werden, dass das Grab vollständig zerstört war.

## Beschreibung
Die Anlage besaß eine nord-südlich orientierte längliche Hügelschüttung. Ihre genauen Maße sind nicht überliefert, sie soll aber ähnlich groß gewesen sein wie bei Grab Myregård 1 (36 m lang und 12 m breit). Der Hügel enthielt eine Grabkammer, über deren Form, Größe und Orientierung keine Informationen vorliegen. Es wurde lediglich ein einzelner großer Stein in der Mitte des Hügels registriert, vermutlich ein Deckstein. Möglicherweise handelte es sich bei der Kammer wie bei den Gräbern 1 und 3 um einen kleinen Dolmen.